# Équipe de Tunisie des moins de 17 ans de football
Cet article traite de l'équipe masculine. Pour l'équipe féminine, voir Équipe de Tunisie féminine de football des moins de 17 ans.
Maillots
L'équipe de Tunisie des moins de 17 ans est une sélection de joueurs de moins de 17 ans au début des deux années de compétition placée sous la responsabilité de la Fédération tunisienne de football. Elle n'a ni remporté de coupe d'Afrique des nations ni de coupe du monde.

## Parcours en coupe d'Afrique des nations des moins de 17 ans
- 1995 : 1er tour
- 1997 : Non qualifiée
- 1999 : Non qualifiée
- 2001 : Non qualifiée
- 2003 : Non qualifiée
- 2005 : Non qualifiée
- 2007 : 4e
- 2009 : Non qualifiée
- 2011 : Non qualifiée
- 2013 :  3e
- 2015 : Non qualifiée
- 2017 : Non qualifiée
- 2019 : Non qualifiée
- 2023 : Non qualifiée
- 2025 : Quart de finale

## Parcours en coupe du monde des moins de 17 ans
- 1985 : Non qualifiée
- 1987 : Non qualifiée
- 1989 : Non qualifiée
- 1991 : Non qualifiée
- 1993 : 1er tour
- 1995 : Non qualifiée
- 1997 : Non qualifiée
- 1999 : Non qualifiée
- 2001 : Non qualifiée
- 2003 : Non qualifiée
- 2005 : Non qualifiée
- 2007 : Huitièmes de finale
- 2009 : Non qualifiée
- 2011 : Non qualifiée
- 2013 : Huitièmes de finale
- 2015 : Non qualifiée
- 2017 : Non qualifiée
- 2019 : Non qualifiée
- 2023 : Non qualifiée

## Palmarès
- Coupe d'Afrique des nations des moins de 17 ans : 
  -  en 2013
- Championnat d'Afrique du Nord des nations des moins de 17 ans :
  -  en 2008, 2009, 2012 et 2017
  -  en 2006, 2007, 2010, 2015, 2016 et 2021
  -  en 2012, 2014, 2018, 2018 et 2022
- Championnat arabe des moins de 17 ans :
  -  en 2012

## Joueurs connus
- Hamdi Marzouki
- Khaled Fadhel
- Youssef Msakni
- Nour Hadhria
- Bilel Ifa